# Ödlor

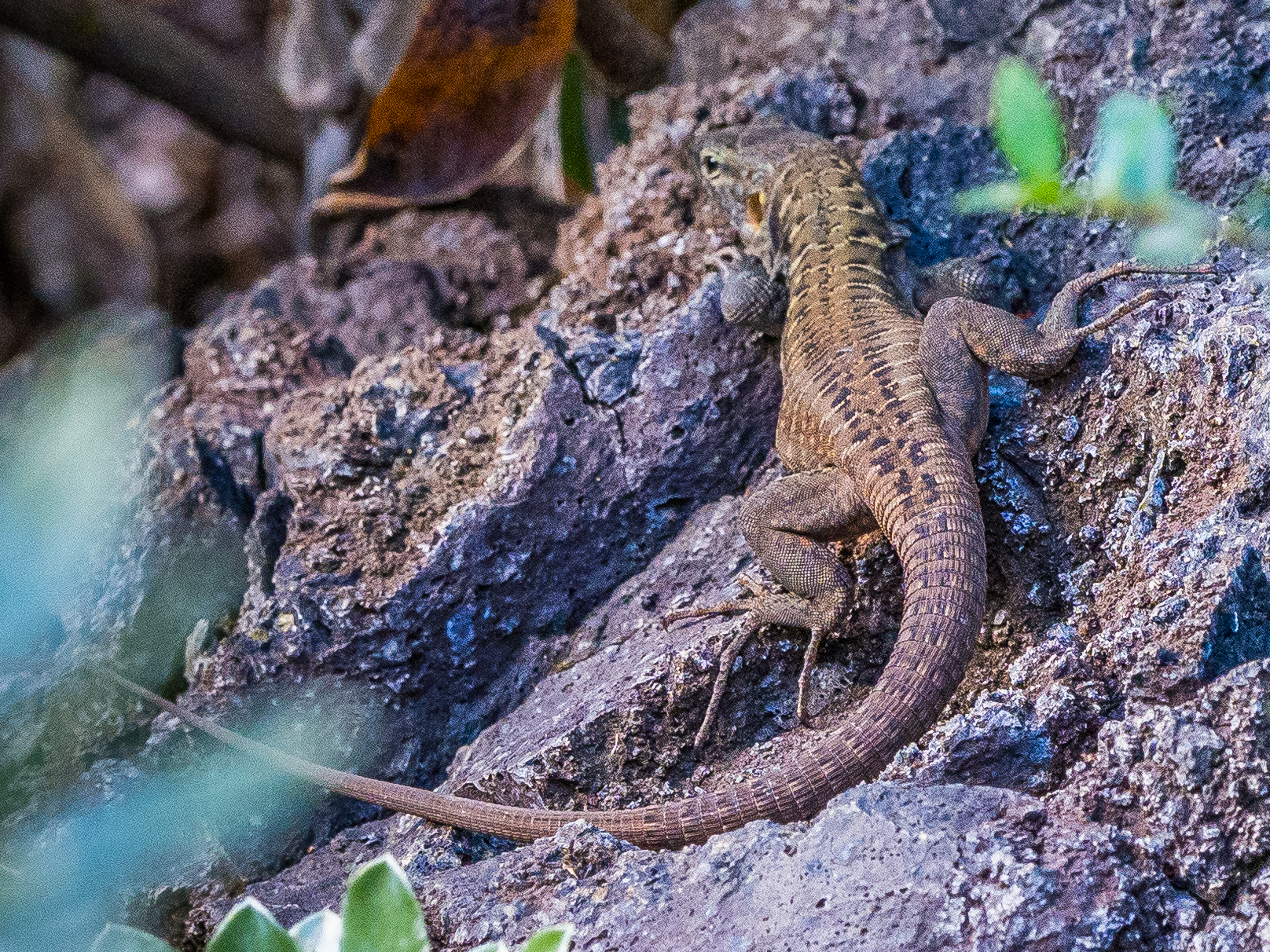
Ödla, Gallotia stehlini, på Kanarieöarna

Ödlor (Lacertilia) är en underordning i klassen kräldjur. Ödlor är den artrikaste kräldjursgruppen och förekommer i många olika habitat världen över, utom på Antarktis. Variationen i utseende och levnadssätt är stor, från komodovaranen som kan bli över 3 meter lång till de minsta geckoödlorna som bara blir några få centimeter långa. Till skillnad från ormar har ödlor i de flesta fall fyra ben och en lång svans, men det finns även en del ödlor med tillbakabildade ben, som kopparödlan. Ödlor har också ögonlock som kan öppnas och stängas och synliga öronöppningar vilket ormar saknar, och ormar har en rad av väsentligt bredare fjäll på buken vilket ödlor inte har. Ödlor kan i vissa fall dessutom skifta färg till skillnad från ormar. Enligt kladistik är ormar en undergrupp av ödlor.
Bryggödlor hör, trots att de vardagligt kallas ödlor, systematiskt sett inte till underordningen ödlor (Lacertilia). Bryggödlor tillhör en annan kräldjursordning (Rhynchocephalia) och är inte närmare släkt med underordningen ödlor. Vattenödlor hör inte heller till underordningen ödlor, de hör till klassen groddjur (Amphibia).

## Anatomi och funktion
Alla arter saknar mellangärde. Endast varaner har liksom krokodildjur en hinna i kroppen som utgör en viss uppdelning.

### Respirationssystem
Ödlor har lungor som är indelade i flera olika kammare. De liknar ormarnas lungor, dock har inte ödlorna någon säck där bak som ormarna har. Speciellt för ödlorna är att de inte kan springa och andas samtidigt, vilket begränsar dem litet. De kan bara ta sig några steg springande och sedan måste de stanna för att andas.

### Matspjälkningssystem
Ödlors matspjälkningssystem liknar groddjurens, men tänderna hos ödlor är inte lika många. Som alla fjällbärande kräldjur har ödlor tänder som saknar rötter, är konformiga och som saknar veck/ränna (hos de flesta arterna). En veck/ränne finns endast hos giftiga arter som skorpiongiftödla eller gilaödla. Agamer och kameleonter har tänder som sitter på ovansidan av käkbenet. De byts hos ungdjur ut men inte hos vuxna exemplar. Tänder som sitter på käkbenets insida finns hos geckoödlor, varaner, leguaner och skinkar. Ödlor som äter växtdelar saknar i de flesta fall tänder. De har istället ett näbbliknande organ av hornämne. Ödlornas tunga är mycket rörlig och kan sträckas ut långt. I munnen finns flera sorters spottkörtlar.[källa behövs]
Vid ett tillfälle av tandbytet byts olika tänder i tanduppsättningen ut som inte ligger bredvid varandra.
I övriga delen av matspjälkningssystemet finns också en del specialiseringar, till exempel är matstrupen längre än hos groddjuren. Väggen är uppbyggd med längsgående veck, så att stora byten lättare kan sväljas, då matstrupen vidgas. Från denna matstrupe är magsäcken väl avsatt och vid övergången till grovtarmen finns en blindtarm.
Magsäcken har endast ett segment. Tarmkanalen mynnar i en kloaköppning.

### Sinnesorgan

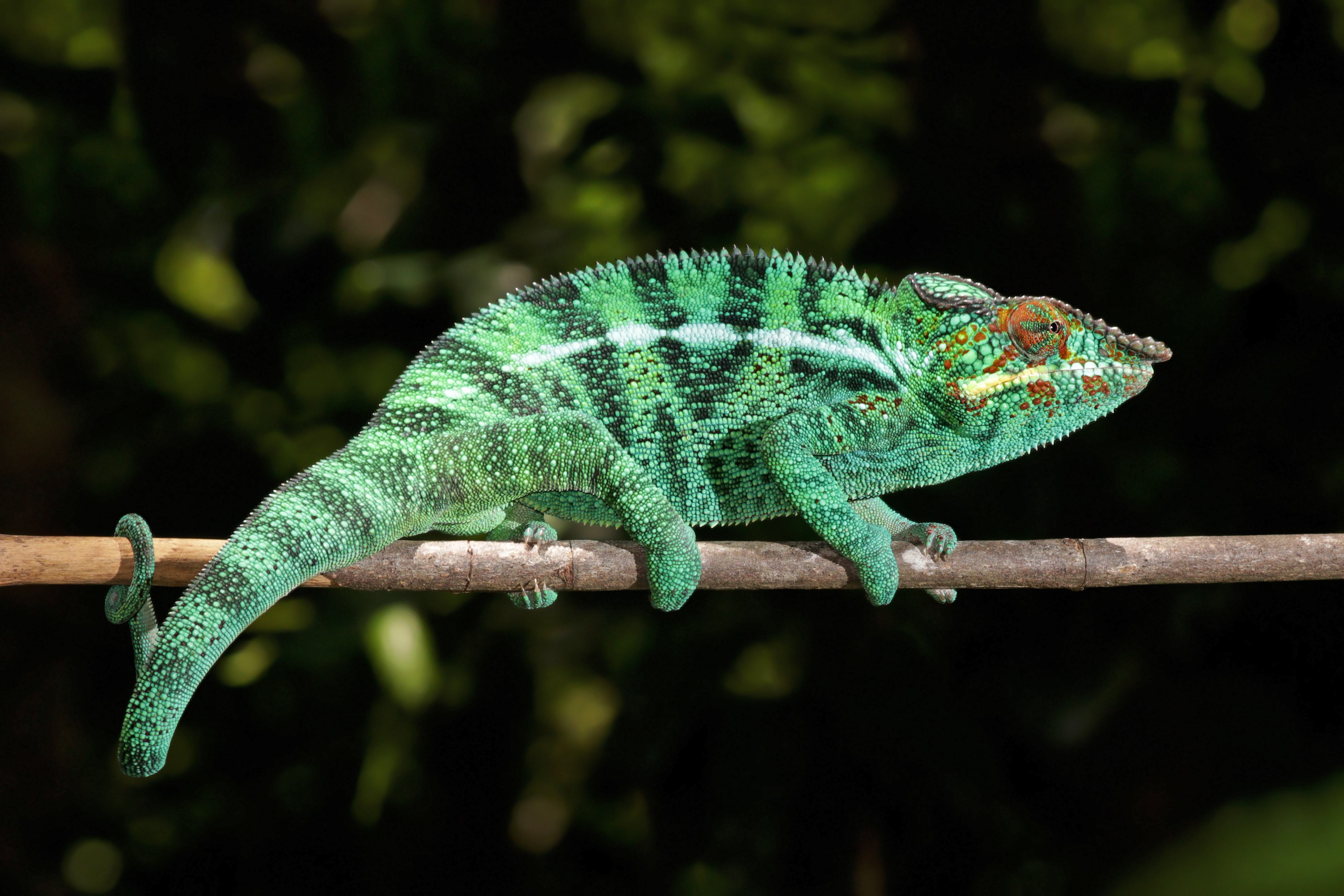
Panterkameleont (Furcifer pardalis)

Jacobsons organ är hos nästan alla ödlor väl utvecklad. Enda undantaget är kameleonter. Liksom hos alla kräldjur finns endast ett hörselben, columella som har samma funktion som däggdjurens stigbygel. En förändring av ögats regnbågshinna som ljusadaption sker inte.

### Utsöndringsorgan
Ödlors utsöndringsorgan består av två små njurar. Njurarna hjälper till när ödlor eller andra reptiler ska utsöndra ett avfall. Hos ödlor är avfallet kvävehaltigt, och har antingen en lös form eller en torr form. Om det är en fast form är den formad som en pirog och om den är lös så är den formad som en kristall som urinen.
Ödlor sparar ofta på vatten i njurarna. För att genomföra det saknar ofta njurarna glomeruli som filtrerar blodet i njurarna. De flesta ödlor har urinblåsa. Det finns dock vuxna ödlor som saknar en sådan.

### Nervsystem
Ödlornas nervsystem styrs av hjärnan och ryggmärgsnerver, nerver som leder ifrån antingen ryggmärgen eller hjärnan och ett antal känselorgan. Deras hjärna består av 12 par hjärnnerver. Ödlornas hjärnhalvor, som sitter i det viktiga associativa centret, är proportionellt mindre än däggdjurens och generellt sett anses inte reptiler lika intelligenta som däggdjuren.

### Rörelseorgan
Både vertikala och horisontella rörelser med huvudet kan ske med hjälp av leden som sitter mellan kraniet och atlaskotan. Djuret kan alltså röra sig med hjälp av dessa kotor som finns utspridda över kroppen och de vridande rörelserna med huvudet görs med hjälp av atlaskotan och axiskotan. Dessutom underlättas ödlornas huvudrörelser med hjälp av frånvaron av dorsala utskott. För att muskler och ligament ska kunna hjälpa till att röra huvudet sitter det små utskott på halskotorna som hjälper till att binda samman. Det är alltså flera delar som hänger samman för att varje kroppsdel ska kunna röra sig.
Ödlorna har revben som sträcker sig näst intill längs hela ryggraden, och de är olika långa/stora beroende på var de sitter. Vid halskotorna är revbenen exempelvis kortare medan de är längre vid bröstbenet/bålens främre del. Ödlornas ben är korta och sitter vinklade utifrån kroppen, vilket leder till att de har kroppen väldigt nära marken. Antalet fingrar och tår är maximal fem per arm eller ben. Hos geckoödlor är olika fingrar och tår sammanvuxna.
Många ödlor kan släppa svansen eller en annan extremitet (autotomi) för att undkomma fiender. Undantag är agamer, kameleonter och varander.

### Hormonsystem
Ödlornas hormonsystem, de endokrina körtlarna, består av tre olika körtlar. Sköldkörteln, bisköldkörteln och bukspottkörteln. Det endokrina systemet är väldigt dåligt dokumenterat eftersom inte tillräckligt antal reptiler har diagnostiserats. Bukspottkörteln är knuten till tolvfingertarmen och har en ljusrosa nyans. Själva körteln består av alfa- och beta-celler som i sin tur producerar glukagon och insulin, vilka medför att blodsockernivåerna i blodet stabiliseras. Om det i blodet finns för lite glukos produceras glukagon och om det finns för mycket glukos produceras insulin.
Sköldkörtlarna och bisköldkörtlarna kan ha olika form och de kan därför variera beroende ödleart. Hos flera ödlor är antalet sköldkörtlar oparig. Körtlarna kan vara antingen raka (colon), krökta (svettlökar) eller grenade (gasters pylorus). Bisköldkörteln är ihopkopplad medan sköldkörteln antingen är enkel eller ihopparad.

### Fortplantningssystem
Vid svansroten har de flesta sorters ödlor doftkörtlar. Dessa körtlar spelar en stor roll vid parningen och hanen har ganska stora körtlar för att kunna locka till sig honorna. Körtlarna sitter oftast framför anus eller på låret och fylls med ett ämne som är gult, hårt och nästan lite vaxliknande. Reptilhanar har två penisar som sitter på var sin sida av svansroten, med undantag av bryggödlorna. Penisarna är små och ’‘räfflade’’ till utseendet. Hanen har möjlighet att välja vilken penis han vill använda till befruktningen.
Under parning förstoras svällkropparna och med hjälp av det kan spermierna simma över till honans kloak. Spermierna förs in i honans kloak via en fåra på hanens könsorgan som sitter på svansen, därför har hanarna längre svans än honorna. Kloaköppningen är avlång som en springa och sitter tvärsöver svansbasen. Honorna har säckliknande äggstockar, en stor gulesäck och ett väldigt hårt skal som skyddar fostret. Dock lägger inte alla ödlor ägg. Vissa föder levande ungar. Istället för att föda ut äggen går honorna med äggen inne i sig och föder sedan levande ungar. Ödlor är inte djur som håller fast vid sina ägg speciellt länge; oftast lämnar de dem väldigt tidigt.
Många reptiler gräver ner sina ägg i sand eller lövhögar. Äggen ruvas då istället av den värme som solen ger. Redan under första parningssäsongen blir små ödlor könsmogna, medan det för större ödlor kan ta flera år.

### Hjärta och blodomlopp

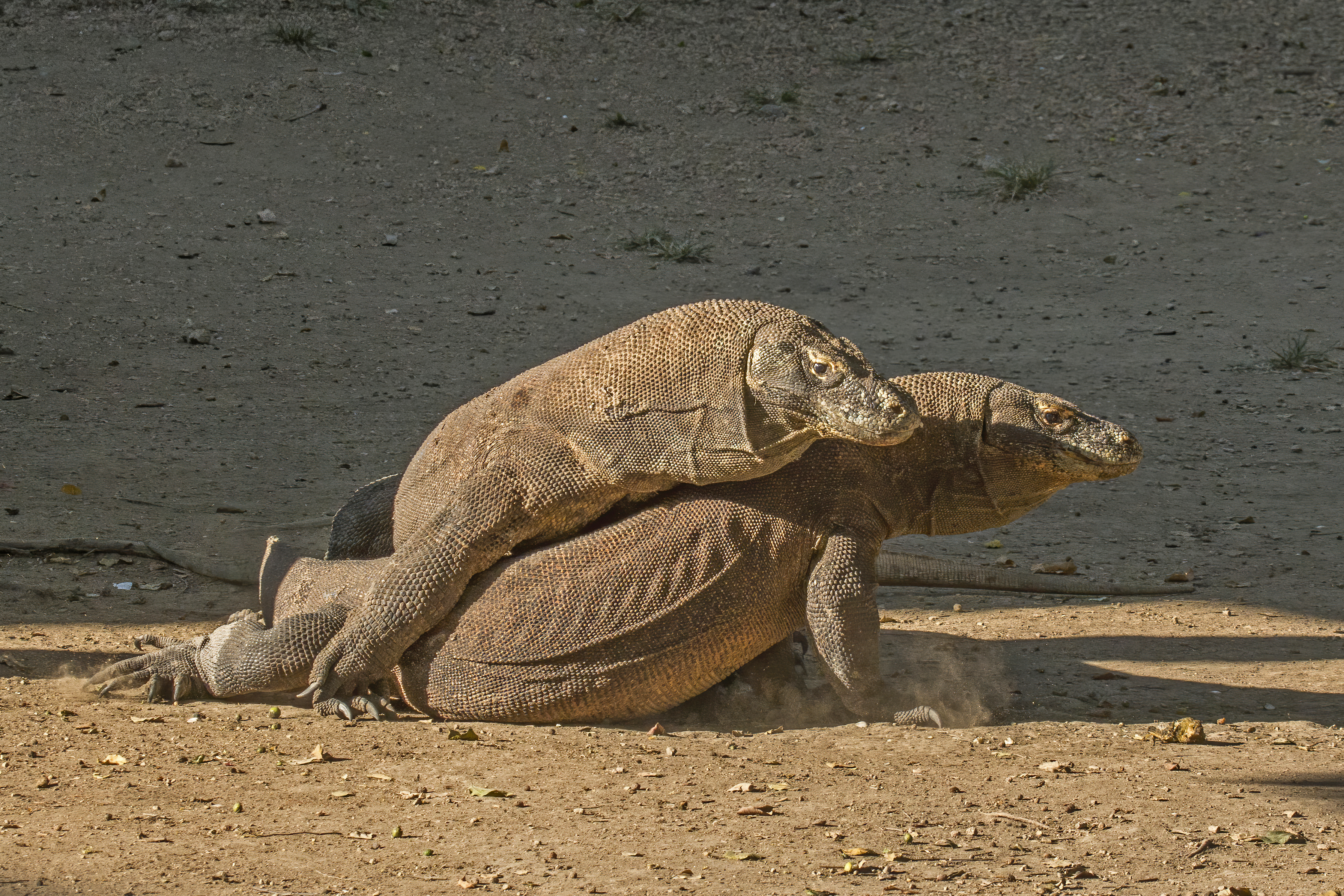
Två komodovaraner (Varanus komodoensis) under striden.

Alla ödlor har ett trerummigt hjärta, med två förmak och en kammare. Den enda kammaren pumpar blod både till lungorna och till kroppens organ, inte som hos däggdjur och fåglar, som har fyra rum, två förmak och två kammare.
I det fyrrummiga hjärtat pumpar höger kammare blodet till lungorna, varifrån det sedan går till vänster förmak och via detta till vänster kammare, som pumpar det till organen där blodet avger sitt syre. Det syrefattiga blodet pumpas därefter till höger kammare, och kretsloppet är fullbordat.
De båda kretsloppen är alltså skilda hos däggdjur och fåglar, men seriekopplade hos ödlor (och de flesta andra kräldjur). En fördel med denna konstruktion är att djur med fyrrummigt hjärta kan ha lägre tryck i det kortare lungkretsloppet, och högre i det kretslopp som går till de övriga organen.
Varanödlorna har en mera komplicerad konstruktion, som delvis imiterar det fyrrummiga hjärtat. Hos dessa pressas när hjärtat kontraheras den yttersta delen av förmaksseptumet (skiljeväggen mellan förmaken) mot hjärtats vägg, vilket delar upp kammaren i två hålrum utan förbindelse till varandra. Därigenom kan de pumpa ut blodet med lågt tryck till lungorna och med ett högt tryck till resten av kroppen.

### Huden
På den torra huden som endast har ett fåtal körtlar bildas vanligen fjäll. När exemplaret växer sker en hudömsning. Ett fåtal ödlor har plattor av benvävnad i fjällen. De bildar på huvudet av giftödlor en hjälmliknande struktur. I huden finns olika små körtlar som bildar vätskor med bland annat vattenavvisande egenskaper, med ytaktiva ämnen eller som innehåller feromoner. I sällsynta fall har ödlor en doftkörtel på varje sida vid början av svansen. Allmänt byts olika delar av huden ut vid ett tillfälle.

## Ekologi
Bland ödlor finns kräldjuret som når könsmognaden tidigast. Det är arten Anolis poecilopus från Panama och Colombia. Flera ödlor har endast en fortplantningstid under livet. Aspidoscelis tigris blir nästan 8 år gammal och stora ödlor som komodovaranen blir cirka 30 år gamla. Även mindre ödlor som Xantusia vigilis kan ha ett långt liv. De gömmer sig ofta i sina bon.

## Delordningar och utvalda familjer
- Iguania
  - Agamer (Agamidae)
  - Leguaner (Iguanidae)
  - Kameleonter (Chamaeleonidae)
  - Polychrotidae
  - Tropiduridae
- Gekkota
  - Diplodactylidae
  - Carphodactylidae
  - Geckoödlor (Gekkonidae)
  - Fenfotingar (Pygopodidae)
  - Phyllodactylidae
  - Sphaerodactylidae
  - Ögonlocksgeckoödlor (Eublepharidae)
- Scincomorpha
  - Skinkar (Scincidae)
  - Gördelsvansar (Cordylidae)
  - Egentliga ödlor (Lacertidae)
  - Tejuödlor (Teiidae)
- Anguimorpha
  - Varaner (Varanidae)
  - Kopparödlor (Anguidae)
  - Xenosaurer (Xenosauridae)
  - Giftödlor (Helodermatidae)

## Arter i Sverige
- Skogsödla (Zootoca vivipara)
- Sandödla (Lacerta agilis)
- Kopparödla (Anguis fragilis)